# Bartleho test

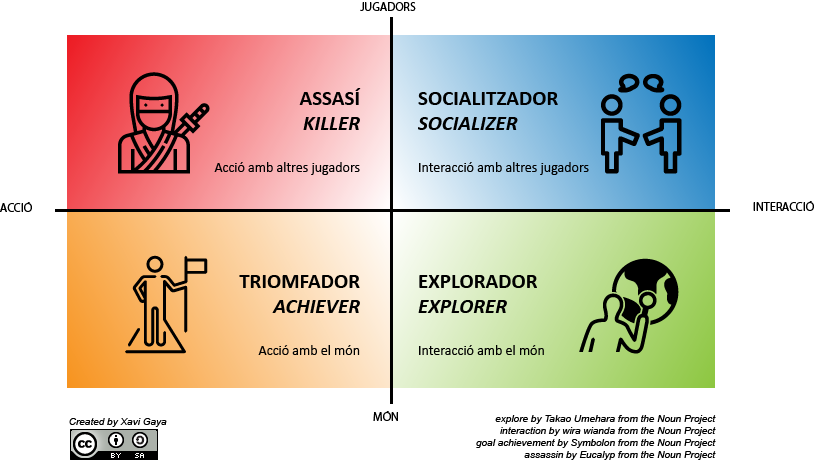
4 kategorie Bartleho testu

Bartleho test hráčské psychologie slouží k analýze hráčské typologie v hrách, typicky žánru MUD či MMORPG. Rozděluje hráče do čtyř kategorií: explorer, socializer, achiever a killer v závislosti na jejich typickém chování v těchto hrách.

## Historie
Test má své kořeny v eseji Richarda Bartleho z roku 1996 Players Who Suit MUDs, kde autor vychází ze vztahů akce-interakce a na svět orientovaného-na hráče orientovaného herního stylu.
Na tuto esej pak v roce 1999 navázali Erwin Andreasen a Brandon Downey, kteří vytvořili soubor dichotomních otázek, z nichž se počítá procentuální rozdělení do hráčských kategorií.
Do roku 2006 tento test běžel na stránkách Erwina Andreasena a sesbíráno bylo přes 200 000 záznamů. Poté se kvůli problémům s databází test přesunul na server GamerDNA., kde jej dodnes vyplnilo přes 800 000 hráčů.
Původní formulace testu byla upravena, aby odpovídala dnešním hráčům (především slovo MUD bylo nahrazeno MMORPG).

## Průběh testu
Z balíku dichotomních otázek je jich náhodně vybráno třicet, hráči vybírají odpověď, která je jim bližší, čímž se přičítají body do dané kategorie. Závěrečný výsledek, tzv. „Bartleho kvocient“ se rovná poměru odpovědí tak, že všechny kategorie dohromady se rovnají 200%, z čehož žádná nepřesahuje 100%.
Výsledky jsou zobrazeny počátečním písmenem každé kategorie (E pro explorery, S pro socializery, A pro achievery, K pro killery) a odpovídající procentuálním zastoupením. Výsledek testu tedy může být například: S (80%), E (67%), K (40%), A (13%), nebo zkráceně SEKA. Odpovědi jednoho hráče se mohou měnit v závislosti na hře, se kterou si test spojuje, proto byly výsledky prvních testů spojovány s jednotlivými MUD.

## Kategorie

### Achiever
Hlavním cílem achieverů je sbírat body, odznáčky („achievementy“) a zvyšovat svou úroveň a získávat nové vybavení. Vše ostatní je tomu podřízeno, cílem jejich hraní je hru dokonale ovládat a být v ní nejlepší	. Pokud nenabízí hra možnost prokázat své schopnosti a znalosti, achiever o ni ztrácí rychle zájem.

### Explorer
Exploreři nemají žádný cíl hraní, objevování nových věcí a oblastí a chápání herního světa je pro ně dostačující. Nejsou pro ně důležití ostatní hráči, smyslem jejich hraní je interagovat se hrou. O tu však rychle ztrácí zájem ve chvíli, kdy objevili vše, co mohli a hra jim nic nového nenabízí.

### Socializer
Pro socializery je hra pouze zázemí pro interakci s jinými lidmi. Rádi komunikují s ostatními hráči, rádi pozorují jejich interakce mezi sebou. Komunita je pro ně na prvním místě, pokud hra nenabízí možnost socializace s novými, zajímavými lidmi, socializer ji přestává hrát.

### Killer
Pro killery je důležitá jejich interakce s ostatními hráči ve smyslu, co jim killer může udělat. Může se jednat o přátelské chování, avšak toto v ostatních hráčích nevzbuzuje výrazné emoce, proto většina killerů hráčům spíše ubližuje, či je dokonce ve hře zabíjí. Právě reakce ostatních hráčů a možnost prokázat svou nadřazenost nad nimi jsou důvod, proč killeři hrají hry.

## Limitace
Kromě zmíněného problému se vztahováním si testu k určité hře je test limitován ještě několika dalšími faktory. Jeden z hlavních popsal ve své práci o motivaci hraní MMO Nick Yee, je jím kvadrální dělení jednotlivých kategorií hráčů, který vylučuje vzájemné překrývaní jednotlivých kategorií. Tento problém pochází již z Bartleho eseje a odráží se v testových otázkách – nereaguje například na existenci raidových guild, kde jsou stejně důležité přednosti achieverů a socializerů.